# Les espies de Churchill
Les espies de Churchill, també coneguda pel títol original A Call to Spy, és una pel·lícula dramàtica d'espionatge estatunidenca del 2019 escrita i produïda per Sarah Megan Thomas i dirigida per Lydia Dean Pilcher. La pel·lícula és un drama històric fortament ficcionat inspirat en la vida de tres dones que van treballar com a espies britàniques durant la Segona Guerra Mundial. En molts aspectes importants, la trama s'allunya bastant dels esdeveniments reals i de les seves missions de la vida real. És protagonitzada per Sarah Megan Thomas, Radhika Apte i Stana Katic. S'ha doblat i subtitulat al català central. També s'ha editat una versió doblada al valencià per a À Punt.
Es va exhibir el 21 de juny de 2019 al Festival Internacional de Cinema d'Edimburg i es va estrenar als Estats Units el 2 d'octubre de 2020, als cinemes i a la carta.
La pel·lícula va rebre crítiques majoritàriament positives. L'agregador de ressenyes Rotten Tomatoes va concloure que "supera una sorprenent manca de tensió amb un homenatge global atractiu a un grup d'herois de la Segona Guerra Mundial que sovint es passa per alt".